# یوکین اسپارزا
یوکین اسپارزا (انگلیسی: Jokin Esparza؛ زادهٔ ۱۵ ژوئن ۱۹۸۸) بازیکن فوتبال اهل اسپانیا است.
از باشگاه‌هایی که در آن بازی کرده‌است می‌توان به باشگاه فوتبال زامورا، باشگاه فوتبال اوئسکا، باشگاه فوتبال ویرا، باشگاه فوتبال پاناتینایکوس، و باشگاه فوتبال اوساسونا اشاره کرد.
وی همچنین در تیم ملی فوتبال زیر ۱۹ سال اسپانیا بازی کرده‌است.